# Parafia Wszystkich Świętych i św. Stanisława w Wiskitkach
Parafia Wszystkich Świętych i Świętego Stanisława w Wiskitkach – parafia rzymskokatolicka należąca do dekanatu Wiskitki diecezji łowickiej. Erygowana w XIII wieku. Mieści się przy Placu Wolności. Duszpasterstwo w niej prowadzą księża diecezjalni. Od 2008 roku proboszczem parafii jest ks. kan. dr Witold Okrasa.
Parafia liczy 3400 wiernych.